# (7816) Hanoi
(7816) Hanoi ist ein die Marsbahn streifender Asteroid des Hauptgürtels. Er wurde am 18. Dezember 1987 vom japanischen Astronomen Masahiro Koishikawa an der Ayashi-Station (IAU-Code 391) des Sendai-Observatoriums in Japan entdeckt.
Der Asteroid wurde am 2. Februar 1999 nach Hanoi, der Hauptstadt von Vietnam benannt, die nach Ho-Chi-Minh-Stadt die zweitgrößte Stadt des Landes ist.